# Phorbia gemmullata
Phorbia gemmullata är en tvåvingeart som beskrevs av Feng, Liu och Zhou 1984. Phorbia gemmullata ingår i släktet Phorbia och familjen blomsterflugor. Inga underarter finns listade i Catalogue of Life.